# Dubbelconcert voor hobo, harp en kamerorkest
Het Dubbelconcert voor hobo, harp en kamerorkest is een compositie van Witold Lutosławski. De compositie is in een soort keten ontstaan. Dirigent Paul Sacher van Collegium Musicum uit Zürich verzocht om een werk voor de hoboïst Heinz Holliger. Die diende meteen een verzoek in of er ook een partij voor een harp geschreven kon worden. Dan kon hij het samen met zijn zuster Ursula Holliger uitvoeren. De eerste uitvoering vond plaats in die combinatie tijdens een muziekfestival in Luzern.
Het werk bestaat uit drie bijna even lange delen:
1. Rapsodico
2. Dolente
3. Marziale e groteska.

Deel 1 begint onrustig in de strijkinstrumenten, waarna de hobo de nervositeit overneemt. Het deel komt niet tot rust, ook de harppartij kan daar niet voor zorgen. Deel 2 moet het hebben van langere spanningsbogen, maar ook hier blijft het onrustig. Het midden van deel 2 bevat rustiger passages, maar na een interruptie van slagwerk keert onrust terug; het deeltje gaat echter als een nachtkaars uit. Deel 3 is een vrolijk stuk met een pittig marstempo met vrolijke bewegingen van beide solisten. Na verloop van tijd ontspoort de hobo (overblazen), er volgen cadenzen. Het werk eindigt met een klap op de kleine trom. 
Lutosławski schreef het voor:
- solohobo
- soloharp,
- 2 man/vrouw percussie
- 7 violen, 2 altviolen, 2 celli, 1 contrabassen

## Discografie
- Uitgave Alto: de Holligers met het Cincinnati Symphony Orchestra
- Uitgave Naxos: Arkadiuz Krupa (hobo), Nicolas Tullicz (harp), leden van het Pools Nationaal Radio-Symfonieorkest onder leiding van Antoni Wit
- Uitgave Campanella: Hansjörg Schellenberger (hobo), Margit-Anna Süß (harp),Franz Liszt Chamber Orchestra Budapest o.l.v. Zoltán Peskó